# Robbie Jarvis
Robbie Stephen Jarvis (* 7. Mai 1986 in Somerset, England) ist ein englischer Theater- und Filmschauspieler. 

## Karriere
Er besuchte zunächst die „Littlehampton Community School“ und hatte mehrere kleine Auftritte, u. a. auch bei der „East Side Theatre Company“ und beim „National Youth Theatre“, in das er im Alter von 16 aufgenommen wurde. Im Film History Boys (2006) hat er seine Stimme für zu hörende Schülerstimmen beigesteuert. Eine erste Rolle vor der Kamera hatte er 2006 in der Sendung Genie in the House auf Nickelodeon. Im Jahr 2007 war er in zwei Folgen der BBC-Serie Waking the Dead zu sehen. Im selben Jahr spielte er den jungen James Potter im Film Harry Potter und der Orden des Phönix. Es folgten weitere Auftritte in Fernsehserien sowie Engagements als Theaterschauspieler.

### Privates
Von 2007 bis 2016 war er in einer Beziehung mit der irischen Schauspielerin Evanna Lynch, die ebenfalls in den Harry-Potter-Filmen auftrat.
Gemeinsam haben die beiden einen Podcast namens The ChickPeeps zum Thema Veganismus ins Leben gerufen.

## Filmografie (Auswahl)
- 2006: Genie in the House (Fernsehserie, eine Folge)
- 2006: Die History Boys – Fürs Leben lernen (The History Boys) (nur Stimme)
- 2007: Harry Potter und der Orden des Phönix (Harry Potter and the Order of the Phoenix)
- 2007: Waking the Dead – Im Auftrag der Toten (Waking the Dead, Fernsehserie, 2 Folgen)
- 2008: The Space You Leave (Kurzfilm)
- 2009: Coming Back (Kurzfilm)
- 2012: Das Haus am Eaton Place (Upstairs Downstairs; Fernsehserie, Folge The Love That Pays the Price)
- 2013: Jimi: All Is by My Side
- 2015: EastEnders (Fernsehserie, eine Folge)
- 2015: Casualty (Fernsehserie, Folge Avoidable Harm)
- 2016: Harley & the Davidsons - Legende auf zwei Rädern (Harley and the Davidsons, Fernseh-Miniserie)
- 2021: The Lower Bottoms (Fernsehserie, 4 Folgen)